# David och Peter
David & Peter är en duo bestående av David Hellenius och Peter Magnusson.
Duon har sedan år 2001 arbetat tillsammans med TV-program och i långfilmer, men även haft sina soloprojekt. Det första humorprogrammet de spelade in tillsammans var Pyjamas som sändes på ZTV. De har även gjort en krogshow tillsammans.
De första TV-programmen sändes på Viasats kanaler, men sedan år 2004 har programmen sänts på TV4.

## TV-serier
- 2001-02 – Pyjamas (ZTV och från andra säsongen TV3)
- 2002 – Slussen (TV3)
- 2003 – Pass På (ZTV)
- 2004 – Idol (TV4)
- 2005-06 – Hey Baberiba (TV4)
- 2005 – Stadskampen (TV4)
- 2007, 2008 – Fredag hela veckan (TV4)

## Krogshower
- Så pass